# Токса
То́кса — река в юго-западной части Токсовского городского поселения во Всеволожском районе Ленинградской области России. В нижнем течении выступает границей Токсовского и Бугровского поселений.
Вытекает из южной оконечности залива Сярюнлахти Кавголовского озера на территории Токсово (происходит водосброс из озера через коллектор в плотине) и впадает в реку Охта, являясь её левым притоком, между населёнными пунктами Сярьги и Аудио. Расстояние от истока до устья «по прямой» — 3,35 км, длина — около 5,0 км.
Непромысловая, несудоходная, по некоторым участкам возможно перемещение на лодке. Глубина от десятков сантиметров до метра, ширина порядка нескольких метров. Песчаные фрагменты русла чередуются с каменистыми и щебнистыми.
Пойма почти отсутствует, половодье невысокое. Берега покрыты смешанными лесами, местами заболочены, значительная часть прибрежной зоны занята дачными участками.
Притоками Токсы являются Комендантский канал (~ 0,9 км от истока) и два ручья (~ 1,2 км и ~ 1,8 км от устья).
Вода в реке очень мягкая (Ca: ~15,1, Mg: ~2,0 мг/л), водородный показатель pH: 6,7. В 2022 году было выявлено превышение норм по перманганатной окисляемости и по марганцу, а общее содержание железа (Fe: ~13 мг/л) в реке Токса, относящейся к водным объектам культурно-бытового водопользования, превышает ПДК в 42-45 раз.
Среди фигурировавших в разное время названий реки: Токсовский проток, Токсовская протока, Сяркийоки, Сярюнйоки, Кавголовка и некоторые другие. На указателе перед мостом через реку на трассе Токсово—Скотное написано «р. Токса».
Есть версия, что гидроним «т[у]окса» (пример названия с аналогичным формантом: «вуокса»), являющийся, как и все гидронимы, сравнительно древним топонимом, дал имя посёлку Токсово. При этом финское слово фин. tuoksuva, созвучное наименованию реки, означает «ароматный», что вполне адекватно местности с обилием душистых трав и черёмухи, где протекает Токса. Речке посвящено небольшое стихотворение. 
В XVIII веке она являлась звеном гидротехнической системы «Токсовские озёра — Охта» и играла значимую роль в пополнении водой реки Охты, необходимом в те времена для бесперебойной работы Петербургского порохового завода.